# Ti porto in Africa (singolo)
Ti porto in Africa è un singolo del cantautore e poeta italiano Mango, unico estratto dall'album omonimo, pubblicato nel 2004; inviato alle radio nel mese di maggio.

## Classifiche
| Classifica (2004) | Posizione massima |
| ----------------- | ----------------- |
| Italia            | 7                 |